# Гурро
Гурро (итал. Gurro) — коммуна в Италии, располагается в регионе Пьемонт, в провинции Вербано-Кузьо-Оссола.
Население составляет 270 человек (2008 г.), плотность населения составляет 21 чел./км². Занимает площадь 13 км². Почтовый индекс — 28828. Телефонный код — 0323.
В коммуне 8 сентября особо празднуется Рождество Пресвятой Богородицы.

## Демография
Динамика населения:

## Администрация коммуны
- Официальный сайт: